# Speicherkraftwerk Arnstein
Das Speicherkraftwerk Arnstein ist ein 1925 erbautes Speicherkraftwerk in der Gemeinde Krottendorf-Gaisfeld in der Steiermark, Österreich. Es ist für eine Leistung von 30 MW ausgelegt, besitzt eine Jahreserzeugung von 50.000 MWh und steht unter Denkmalschutz. Es kann schwarz gestartet werden und arbeitet als Teil der Kraftwerksgruppe Teigitsch nur bei Strompreisspitzen.

## Lage
Das Speicherkraftwerk Arnstein befindet sich im unteren Teigitschgraben, kurz vor dem Zusammenfluss der Teigitsch mit der Kainach. Das Verwaltungsgebäude des Kraftwerkes befinden sich in der zu Voitsberg gehörenden Katastralgemeinde Arnstein.

## Geschichte

### Planungen
Am 30. März 1921 wurde die Steirische Wasserkraft- und Elektrizitäts-AG (STEWEAG) gegründet, mit dem Ziel die Steiermark großflächig mit aus Laufwasser- und Speicherkraftwerken gewonnenem Strom zu versorgen. Das erste Kraftwerksprojekt der STEWEAG war das Speicherkraftwerk Arnstein. Für die Gestaltung der Hochbauten des Krafthauses sollte ursprünglich ein Wettbewerb unter heimischen Architekten ausgelobt werden. Fritz Haas wurde der ausführende Architekt, während die Gesamtplanung von der STEWEAG und ihrem planenden Ingenieur Hermann Grengg übernommen wurde. In den ersten Plänen hatte das Kraftwerk noch zwei Pelton-Turbinen, welche später um eine dritte erweitert werden sollten. Die erbrachte Gesamtleistung sollte 14.740 kW betragen. Insgesamt wurde bei der Planung hoher Wert auf die Feuersicherheit gelegt, weshalb die Gebäude großteils aus Eisenbeton und die Dachstühle aus Polonceau-Eisenbindern gefertigt wurden.

### Bauchronik
Mit den Bauarbeiten und der Aufschließung des Grundstückes für das Krafthaus wurde im Frühling 1922 begonnen. Die Rampe für den Schrägaufzug und die Druckrohrleitungen wurden im August 1922 aufgestellt. Im selben Monat wurde auch die Baugrube für das Krafthaus ausgehoben. Im Januar 1925 wurde der Triebwasserstollen zu Testzwecken mit Wasser gefüllt. Im Februar desselben Jahres wurde der Probebetrieb aufgenommen und am 25. März wurde die 60-kV-Leitung zwischen Arnstein und Graz erstmals mit Strom gespeist. Am 28. März 1925 ging das Speicherkraftwerk mit einer Ausbauleistung von 21 MW mit 2 Francis-Turbinen offiziell in Betrieb.

### Transportbahnen
Für die Bauarbeiten wurde eine 254 m lange Anschlussbahn beim Bahnhof Gaisfeld der normalspurigen Graz-Köflacher-Bahn gebaut, die zu einer Umladestelle führte, an der das Baumaterial von einer Feldbahn mit 60 cm Spurweite übernommen wurde. Diese Bahn führte über 4,3 km Streckenlänge zur Baustelle des Kraftwerks Arnstein. Material für die höher gelegene Baustelle der Staumauer wurde von einem Schrägaufzug (Standseilbahn, ca. 650 m lang, Spurweite 100 cm) zu einer weiteren schmalspurigen Feldbahn (60-cm-Spur) gebracht. Diese Strecke führte 6 km weit zur Baustelle der Langmann-Sperre und zu den Stolleneingängen für den Bau des Druckstollens. Auch für den Bau der später errichteten 1929/30 errichteten Pack-Sperre und der 1949/50 gebauten Hierzmann-Sperre wurden Feldbahnen der Spurweite 60 cm verwendet.

### Ausbau mit 3. Maschinensatz
Die STEWEAG fand nach der Fertigstellung des Kraftwerkes in der Firma Schoeller-Bleckmann-Werke AG Wien einen zusätzlichen Abnehmer für den gewonnenen Strom. Für den Stromtransport wurde eine 110-kV-Leitung zwischen Arnstein, Graz und Mürzzuschlag errichtet, welche im Februar 1926 erstmals mit Strom versorgt wurde. Im Dezember 1929 erfolgte der Beschluss des Exekutivkomitees der STEWEAG, das Kraftwerk um einen Maschinensatz und eine zusätzliche Druckrohrleitung zu erweitern. Im Frühling 1930 wurde mit den Ausbauten begonnen. Der zusätzliche Maschinensatz wurde im April 1931 in Betrieb genommen und brachte eine Leistungserhöhung auf 30 MW.

### Renovierung und Überholung
Im Jahr 1970 wurde die Deckung des Schalthauses und im Jahr 1931 die Deckungen des Maschinenhauses und des Verbindungsganges erneuert. Dabei wurden die ursprünglichen Biberschwanztonziegel gegen eine deutsche Doppeldeckung ersetzt. 1983 wurden die Fenster und Türen sowie 1994 die Lüftungsgauben auf den Dächern über den Transformatoren ersetzt. Ebenfalls 1994 wurden zwei der drei Transformatoren ausgetauscht. Der Austausch des dritten Transformators erfolgte 2003.

## Beschreibung

### Überblick
Die Gebäude des Kraftwerkes sind in einer annähernden Ost-West-Richtung ausgerichtet. Im Osten beginnt das Ensemble mit dem Krafthaus, an dessen Westseite das Steuerhaus mit der Schaltwarte in einem rechten Winkel anschließt. Vom Steuerhaus aus führt ein Verbindungsgang zu den zwei Schalthaustrakten mit den Schaltanlagen. Im Westen befindet sich eine Freiluft-Schaltanlage.

### Krafthaus
Das Krafthaus hat einen in Nord-Süd-Richtung ausgerichteten, rechteckigen Grundriss mit einer Außenlänge von 26,5 Metern und einer Außenbreite von 16,8 Metern. Zusammen mit dem steilen Walmdach ist es 24 Meter hoch. Es besteht aus Eisenbeton und seine Fassaden aus aufgespritzten Sichtbeton. Die östliche Längsfassade wird in sechs Achsen mit einer rundbogigen Durchfahrt und fünf Rundbogenfenstern gegliedert. Über der teilweise mit einer Betonbalkendecke überwölbten Durchfahrt mit einem zweiflügeligen Einfahrtstor befindet sich ein hochovales Schild mit der Inschrift „STEWEAG Werk Arnstein 1922 - 24“. Eine rundbogige Gehtür mit vergittertem Rundfenster ist in der Mittelachse des aus Eisenblech gefertigten Tores eingelassen. Im Rundbogen des Tores selbst befinden sich zwei versprosste, viertelkreisförmige Glasfelder. Links von der Durchfahrt befindet sich ein niedriger Werkstattstrakt mit abgewalmten Pultdach und rechts ein zweiflügeliges Rundbogentor zur Maschinenhalle. Die nördliche Stirnfassade des Krafthauses wird durch drei mit Lisenenvorlagen voneinander getrennte Rundbogenfenster untergliedert. Alle Fenster des Krafthauses sind mit Eisensprossen versehen und sind einfachverglast. Das Gesimse hat ein gekehltes Unterprofil und markiert, wo die Kranbahn im Inneren verläuft. Über dem Gesims wird die vertikale Gliederung mit halbrunden Mauervorlagen mit dazwischen liegenden, dreifach gekuppelten, rechteckigen Sprossenfenstern vorgesetzt. Über diesem ersten Gesims befindet sich ein zweites gekehltes Abschlussgesims, über dem das steile, mit Schindeln aus Faserzement gedeckte Walmdach beginnt. Das Dach hat kleine dreieckige Dachgaupen und einen Dachstuhl aus eisernen Streben.
Der Innenraum des Krafthauses ist 25 Meter lang, 14 Meter breit und 13,75 Meter hoch. Die Wände sind glatt verputzt und weiß gestrichen. Der Raum wird von einer flachen Holzbalkendecke überdacht, und der Bodenbelag besteht aus quadratisch geformten, roten Fliesen. Entlang der Längsachse stehen drei horizontal eingebaute Francis-Turbinen, die von J. M. Voith aus St. Pölten stammen. In der westlichen Längsmauer befindet sich ein breites, halbrundes Fenster, durch das man in die Schaltwarte blicken kann. In der südlichen Mauer befindet sich eine Durchfahrt mit einem erhöhten Abstellplatz. Auf diesen oder in die Halle kann ein Hallenkran aus genieteten Stahl-Fachwerkträgern Gegenstände aus der Durchfahrt stellen. Die Kranbahn ruht auf einer Mauerbank.

### Steuerhaus und Verbindungsgang
Das zweigeschoßige Steuerhaus ist in einem rechten Winkel an die westliche Längsmauer des Krafthauses angebaut. Es hat einen rechteckigen Grundriss und glatt verputzte Fassaden mit einem vorspringenden Sockel und einem gekehlten Abschlussgesimse. Das Fundament besteht aus Eisenbeton, während das aufgehende Mauerwerk aus Ziegeln gefertigt wurde. Über dem Gesimse befindet sich ein steiles, mit Schindeln aus Faserzement gedecktes Walmdach mit einem Dachstuhl aus Holz. Die mit gesprossten, zweiflügeligen Fenster sind im Erdgeschoß querrechteckig und im Obergeschoß hochrechteckig geformt. Sie werden gleich wie die zweiflügeligen Türen mit erhabenen und abgeschrägten Faschen umgeben. Wie Voluten geformte Eisengitter schützen die in die Türen eingelassenen Gläser. Das Gitter in der westlichen Eingangstür trägt zusätzlich den Schriftzug „STEWEAG“.
In der Vorhalle des Steuerhauses befindet sich ein aus Kunststein gefertigter achtkantiger Pfeiler, der die Decke des Obergeschoßes trägt. Eine zweiarmige Treppe aus Kunststein mit einem Eisengeländer führt von der Vorhalle in das Obergeschoß. Ein mit einer Figur des Teigitschmandls verzierter Wandbrunnen befindet sich im Erdgeschoß. Weiter findet man dort die Bank und den Tisch des Maschinisten, welche früher in der Maschinenhalle standen. Nach oben wird das Erdgeschoß von einer Holzbalkendecke abgeschlossen. Das Obergeschoß hat einen annähernd quadratischen Grundriss mit abgeschrägten Ecken. In diesen Raum befindet sich die Schaltwarte, von welcher aus die Maschinenhalle durch ein Rundbogenfenster einsehbar ist. Die Schaltpulte und -tafeln sind mit schwarzen, belgischen Muschelkalk verkleidet. In ein mehrfach gewulstetes Gesimse ist eine mit reicher, netzartiger Eisenversprossung versehen Oberlichte eingelassen. Der Bodenbelag besteht teilweise aus roten, quadratischen Fliesen.
An der westlichen Wand des Obergeschoßes des Steuerhauses befindet sich ein Verbindungsgang zu den Schalthäusern. Der Gang ist außen glatt verputzt und ruht auf Rundbögen, welche von Pfeilervorlagen getragen werden. Über einem Gesimse befinden sich gekuppelte, hochrechteckig geformte Fenster mit Sprossen. Der Gang wird von einem Satteldach überdacht.

### Schalthäuser
Westlich des Verbindungsganges befinden sich die beiden hintereinander gereihten Schalthaustrakte. Das erste Schalthaus ist für die 20-kV-Anlagen und das zweite Schalthaus für die 60-kV-Anlagen. Beide Schalthäuser sind zweigeschoßig und in der Höhe leicht gestaffelt. Sie haben einen rechteckigen Grundriss und hohe, mit Schindeln aus Faserzement gedeckte Walmdächer mit dreieckigen Gauben und einen Dachstuhl aus Holz. Die Fundamente bestehen aus Eisenbeton, während die aufgehenden Mauern aus Ziegeln bestehen. Die Fassaden sind glatt verputzt, und ein Kordongesimse trennt das Erd- vom Obergeschoß. Die kleinen Fenster der Erdgeschoße sind großteils quadratisch geformt, während die Fenster des Obergeschoßes an der nördlichen Fassade hochrechteckig sind. Die Obergeschoße haben zudem durch Mauerbänke getrennte und sprossengeteilte Oberlichter. An den nördlichen Außenmauern der Obergeschoße befinden sich unter Vordächern für die Abspannungen angebrachte Konsolen.
Vorgelagert vor den südlichen Außenmauern steht ein niedriger, außen glatt verputzter Trakt mit abgewalmten Pultdach mit Dachgaupen. Er hat große Falttore mit Oberlichten. In diesem Trakt befinden sich die Transformatoren und einige Nebenräume.
Im Schalthaus für die 60-kV-Anlagen befindet sich ein gewendeltes Stiegenhaus, von dem aus man beide Schalthäuser erreichen kann. Es ist von Norden aus durch eine Zweiflügeltür zugänglich und hat im Erdgeschoß kugelgekrönte Brüstungspfeiler. Im selben Schalthaus befindet sich ein zweiarmiges Stiegenhaus aus Kunststein mit einem eisernen Geländer. Die Böden sind teilweise mit roten, quadratischen Fliesen belegt.

### Kranz-Wehr
Rechts neben dem Unterwasserkanal befindet sich die sogenannte Kranz-Wehr der Papierfabrik Kranz. Der Unterbau aus Ortbeton mit einer Fassade aus Sichtbeton hat einen rechteckigen Grundriss. Über dem Unterbau steht ein Schuppen mit Holzwänden, der ein mit Faserzementschindeln gedecktes Walmdach hat.

### Triebwasserweg

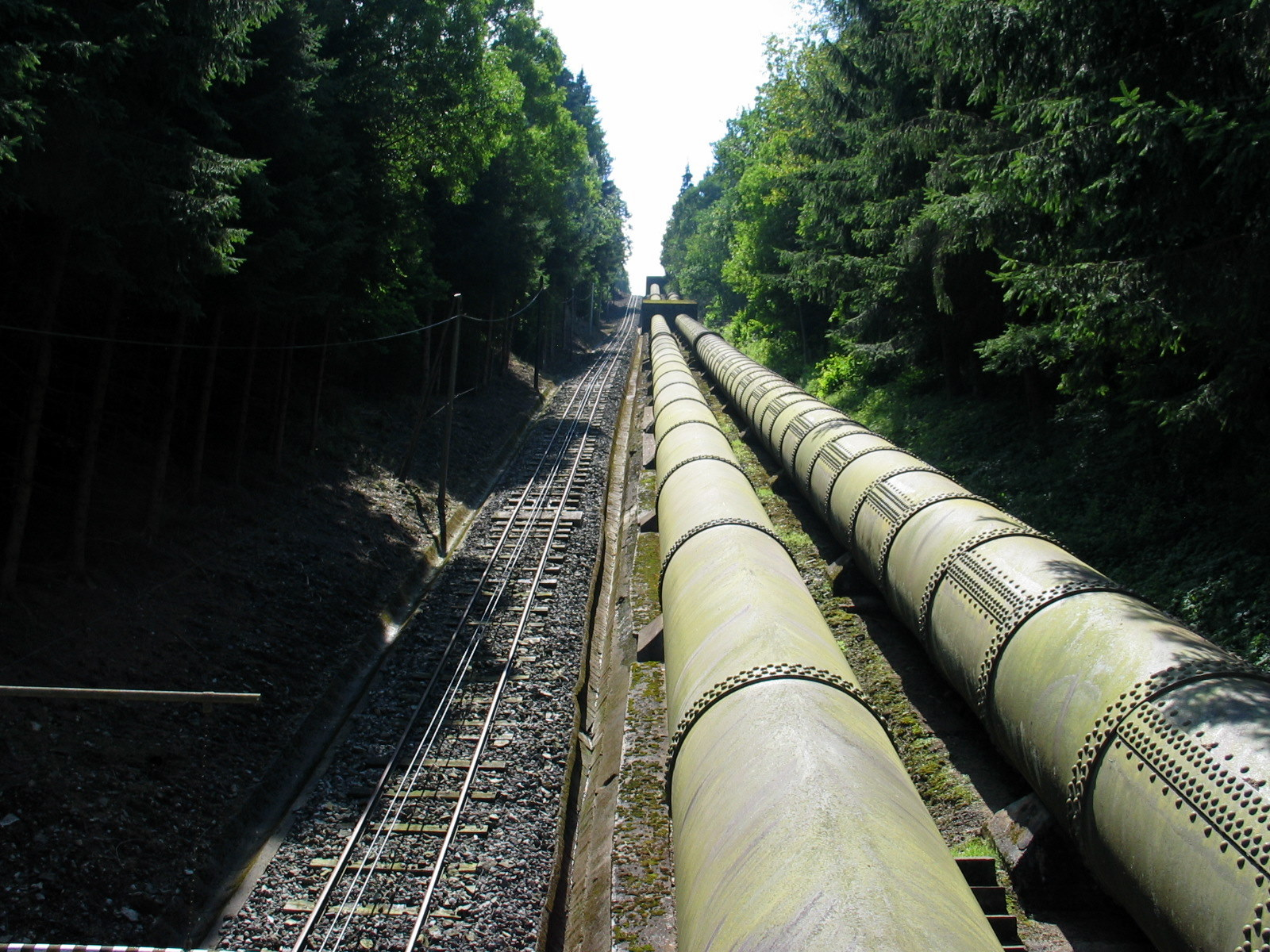
Zwei genietete Druckrohrleitungen unterschiedlicher Bauweisen für das Triebwasser (2006)

Das Triebwasser für das Kraftwerk stammt aus dem Hirzmann-Stausee, dem Langmann-Stausee und dem Packer Stausee. Es wird über zwei freiliegende Druckrohrleitungen über einen Hang von den Stauseen zum Kraftwerk geleitet. Die Leitungen gehen an der östlichen Außenmauer des Krafthauses unter die Plattform des Unterwassers. Von dort zweigen sie zu den Maschinensätzen ab. Der Unterwasserkanal verläuft vom Krafthaus in nordöstlicher Richtung zum Laufkraftwerk Teigitschmühle.

## Nachweise
- Speicherkraftwerk Arnstein. www.verbund.com, abgerufen am 9. Juni 2014 (deutsch).

1. 1 2 3 4 5 6 7 8 9 10 11 12 13 14 15 16  Speicherkraftwerk Arnstein. www.verbund.com, abgerufen am 9. Juni 2014 (deutsch).
2. ↑  Andrea Kratzer: Kraftwerk Arnstein ist ein "Denkmal". In: Kleine Zeitung. www.kleinezeitung.at, 31. Juli 2012, abgerufen am 18. Juni 2020 (deutsch).
3. ↑  Manfred Hohn: 1. Die Feldbahnen beim Kraftwerksbau im Teigitschgraben. 2. Die Feldbahn beim Bau der Pack-Sperre. 3. Die Feldbahnen beim Bau der Hierzman-Sperre. In: Feldbahnen in Österreich. Leykam, Graz 2011. ISBN 978-3-7011-7766-0. S. 9–33.